# 안트베르펜

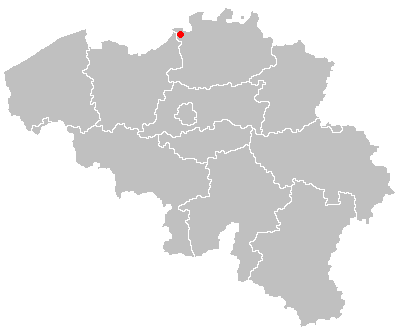
안트베르펜의 위치

안트베르펜(네덜란드어: Antwerpen 안트베르펀[*] [ˈɑntˌʋɛrpə(n)] (도움말·정보), 프랑스어: Anvers 앙베르[*]) 또는 앤트워프(영어: Antwerp 앤트워프[*] /ˈæntwɜrp/ (도움말·정보))는 벨기에의 도시로 안트베르펜주의 주도이다. 벨기에에서 두 번째로 큰 도시이며 북해와 인접해 있는 항구도시이다. 인구는 약 527,763 명(2020년 1월), 면적은 204.51 km2이다. 1920년 하계 올림픽 개최지이다. 이곳은 큰 강의 어귀에 있어 이 나라의 산물을 집산하는 요충이 되어 있으며, 벨기에 제2의 도시이다.

## 역사
옛날 프랑스의 판도에 속해 있을 때에 나폴레옹 보나파르트가 무역의 중심 항구로 삼았는데, 그때 쌓은 선창과 포대 등이 아직도 남아 있다. 또 시내에는 아주 큰 예배당이 있는데, 그 탑의 높이는 74칸에 이르며, 이는 유럽에서 세 번째로 높은 탑이다.

## 문학
위다의 소설 《플랜더스의 개》는 안트베르펜 시내와 근교를 무대로 하고 있다.

## 기후
| 안트베르펜의 기후                                          | 안트베르펜의 기후 | 안트베르펜의 기후 | 안트베르펜의 기후 | 안트베르펜의 기후 | 안트베르펜의 기후 | 안트베르펜의 기후 | 안트베르펜의 기후 | 안트베르펜의 기후 | 안트베르펜의 기후 | 안트베르펜의 기후 | 안트베르펜의 기후 | 안트베르펜의 기후 | 안트베르펜의 기후 |
| 월                                                         | 1월               | 2월               | 3월               | 4월               | 5월               | 6월               | 7월               | 8월               | 9월               | 10월              | 11월              | 12월              | 연간              |
| ---------------------------------------------------------- | ----------------- | ----------------- | ----------------- | ----------------- | ----------------- | ----------------- | ----------------- | ----------------- | ----------------- | ----------------- | ----------------- | ----------------- | ----------------- |
| 역대 최고 기온 °C (°F)                                     | 15.6 (60.1)       | 19.3 (66.7)       | 24.6 (76.3)       | 28.7 (83.7)       | 32.9 (91.2)       | 34.5 (94.1)       | 40.4 (104.7)      | 36.1 (97.0)       | 35.0 (95.0)       | 26.2 (79.2)       | 20.3 (68.5)       | 17.2 (63.0)       | 40.4 (104.7)      |
| 일평균 최고 기온 °C (°F)                                   | 6.8 (44.2)        | 7.7 (45.9)        | 11.2 (52.2)       | 15.3 (59.5)       | 18.9 (66.0)       | 21.6 (70.9)       | 23.6 (74.5)       | 23.6 (74.5)       | 20.1 (68.2)       | 15.4 (59.7)       | 10.5 (50.9)       | 7.2 (45.0)        | 15.2 (59.4)       |
| 일일 평균 기온 °C (°F)                                     | 4.0 (39.2)        | 4.4 (39.9)        | 7.1 (44.8)        | 10.3 (50.5)       | 14.0 (57.2)       | 16.9 (62.4)       | 18.9 (66.0)       | 18.6 (65.5)       | 15.5 (59.9)       | 11.5 (52.7)       | 7.4 (45.3)        | 4.6 (40.3)        | 11.1 (52.0)       |
| 일평균 최저 기온 °C (°F)                                   | 1.3 (34.3)        | 1.2 (34.2)        | 3.0 (37.4)        | 5.2 (41.4)        | 9.1 (48.4)        | 12.2 (54.0)       | 14.2 (57.6)       | 13.7 (56.7)       | 10.8 (51.4)       | 7.6 (45.7)        | 4.4 (39.9)        | 2.0 (35.6)        | 7.1 (44.8)        |
| 역대 최저 기온 °C (°F)                                     | −18.5 (−1.3)      | −18.1 (−0.6)      | −10.8 (12.6)      | −4.9 (23.2)       | −2.6 (27.3)       | 1.7 (35.1)        | 5.0 (41.0)        | 4.6 (40.3)        | 1.1 (34.0)        | −6.1 (21.0)       | −9.5 (14.9)       | −16.1 (3.0)       | −18.5 (−1.3)      |
| 평균 강수량 mm (인치)                                      | 70.0 (2.76)       | 62.8 (2.47)       | 54.2 (2.13)       | 43.1 (1.70)       | 59.8 (2.35)       | 76.9 (3.03)       | 82.3 (3.24)       | 84.0 (3.31)       | 75.6 (2.98)       | 72.6 (2.86)       | 80.7 (3.18)       | 90.9 (3.58)       | 852.9 (33.58)     |
| 평균 강수일수 (≥ 1.0 mm)                                   | 12.6              | 11.6              | 10.5              | 8.8               | 9.8               | 10.2              | 10.5              | 10.8              | 10.1              | 11.1              | 12.9              | 14.1              | 132.8             |
| 평균 월간 일조시간                                         | 62                | 78                | 136               | 192               | 221               | 220               | 225               | 212               | 164               | 117               | 66                | 51                | 1,743             |
| 출처 1: 벨기에 왕립 기상연구소 (평년값: 1991년~2020년)     |                   |                   |                   |                   |                   |                   |                   |                   |                   |                   |                   |                   |                   |
| 출처 2: Temperature estreme in Toscoma (극값: 1949년~현재) |                   |                   |                   |                   |                   |                   |                   |                   |                   |                   |                   |                   |                   |

## 자매 도시
- 튀르키예 아크히사르, 1988년부터
- 스페인 바르셀로나, 1997년부터
- 네덜란드 로테르담, 1940년부터
- 러시아 상트페테르부르크, 1958년부터
- 남아프리카 공화국 케이프타운, 1996년부터
- 독일 메클렌부르크포어포메른주 로스토크, 1963년부터
- 독일 라인란트팔츠주 루트비히스하펜, 1998년부터
- 이스라엘 하이파, 1995년부터
- 프랑스 알자스 오랭주 뮐루즈, 1954년부터
- 프랑스 프로방스알프코트다쥐르 부슈뒤론주 마르세이유, 1958년부터
- 중국 상해, 1984년부터

## 우호 협약 도시
- 수리남 파라마리보
- 남아프리카 공화국 더반